# Българи в Таджикистан
Българите в Таджикистан според преброяването през 1999 година са 1072 души. Те са малобройна, но и разпръсната общност, която няма статут на национално малцинство. Българите нямат своя организация, както и училище, в което да се изучава български език.
По данни от преброяването на населението на страната през 1989 година за българи са се обявили са 1110 души, от които 1011 градско и 99 души селско население.

## История
Българите се заселват главно през 50-те години на 20 век, които идват да работят като строители и по линията на смесени бракове. По време на гражданската война 1992-1997 година повече от 300 000 руснаци и друго славяноезично население напускат страната. Емигрира и значителна част от българите, които се установяват главно в Русия. Няколко семейства се завръщат в България.

## Численост и дял
Численост и дял на българите според преброяванията на населението в Таджикистан през годините:
| Година | Дял (в %) | Численост |
| 1959   | 0.06434   | 1274      |
| 1970   | 0.03714   | 1077      |
| 1979   | 0.02966   | 1129      |
| 1989   | 0.02105   | 1072      |
| 2000   | 0.00104   | 64        |
| 2010   | 0.00025   | 19        |

Численост и дял на българите според преброяванията на населението през 1970, 1979 и 1989 г. (по административни единици):
|                                            | Численост | Численост | Численост | Дял (в %) | Дял (в %) | Дял (в %) |
| 1970                                       | 1979      | 1989      | 1970      | 1979      | 1989      |           |
| Таджикистан                                | 1077      | 1129      | 1072      | 0.03714   | 0.02966   | 0.02105   |
| ------------------------------------------ | --------- | --------- | --------- | --------- | --------- | --------- |
| Горнобадахшанска автономна област          | 0         | 1         | 1         | 0         | 0.00078   | 0.00062   |
| Душанбе                                    | 656       | 678       | 667       | 0.17458   | 0.13566   | 0.11088   |
| Ленинобадска област (дн. Согдийска област) | 50        | 68        | 72        | 0.00533   | 0.00569   | 0.00463   |
| Кулябска област                            |           | 7         | 5         |           | 0.00142   | 0.00080   |
| Кургантюбенска област                      |           | 290       | 247       |           | 0.04125   | 0.02363   |
| Райони на централно подчинение             | 371       | 85        | 80        | 0.02492   | 0.01077   | 0.00719   |